# Phân cấp hành chính România
Các đơn vị hành chính địa phương của România gồm 2 cấp. Cấp thứ nhất là 41 judeţe và thành phố Bucharest. Cấp này đồng thời là đơn vị cấp NUTS-cấp 3 của Liên minh châu Âu. Cấp thứ hai gồm 103 thành phố (tiếng România: municipu), 221 thị trấn (oraşelor) và 2827 xã (comună). Hiện nay, România đang xúc tiến chương trình xây dựng 8 vùng (regiuni) - tương đương với NUTS-cấp 2 - song các vùng này không phải là đơn vị hành chính chính thức.

## Danh sách hạt

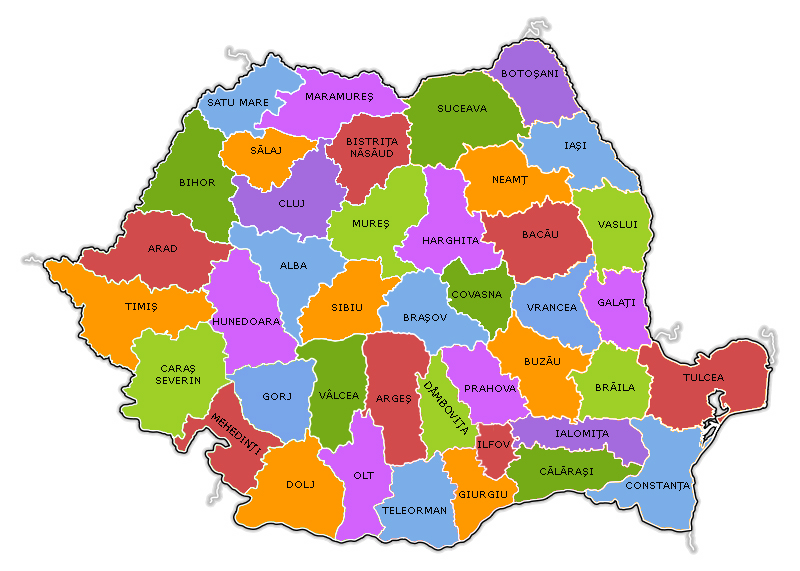
Bản đồ 41 județe và thành phố Bucharest

1. Alba
2. Arad
3. Argeș
4. Bacău
5. Bihor
6. Bistrița-Năsăud
7. Botoșani
8. Brașov
9. Brăila
10. Buzău
11. Caraș-Severin
12. Călărași
13. Cluj
14. Constanța
15. Covasna
16. Dâmbovița
17. Dolj
18. Galați
19. Giurgiu
20. Gorj
21. Harghita
22. Hunedoara
23. Ialomița
24. Iași
25. Ilfov
26. Maramureș
27. Mehedinți
28. Mureș
29. Neamț
30. Olt
31. Prahova
32. Satu Mare
33. Sălaj
34. Sibiu
35. Suceava
36. Teleorman
37. Timiș
38. Tulcea
39. Vaslui
40. Vâlcea
41. Vrancea